# Stadio Carlo Martinelli
Lo stadio Carlo Martinelli è un impianto sportivo di Leffe (BG), attuale campo di gioco dell'Oratorio Leffe.

## Storia
Fino alla stagione 2002-03 fu il campo interno della prima squadra di detto club mentre in precedenza era la sede delle partite casalinghe della Società Calcio Leffe.
Lo stadio è intitolato allo storico fondatore della società seriana, nonché primo presidente della squadra in serie D.
Dal 2003, anno dell'approdo in Serie B dell'Albinoleffe, passato a giocare allo Stadio Atleti Azzurri d'Italia a Bergamo, ospita le partite del rifondato Oratorio Leffe, squadra militante nelle categorie provinciali della bergamasca.
Passando dal palcoscenico dei professionisti al mondo dilettantistico, il "Martinelli" ha chiaramente risentito di una minor manutenzione nel corso degli anni, tant'è che ad aprile 2010 la giunta comunale leffese, presiediuta dal Sindaco Giuseppe Carrara, ha sostenuto un'opera di riqualificazione dell'Impianto Sportivo, sistemando adeguatamente il manto erboso, gli impianti elettrici e di riscaldamento, spogliatoi e la grande tribuna centrale.